# Nadab
Nadab (en hebreo: נָדָב‎, lit. 'generoso') fue el segundo rey de Israel. 
Su historia está recogida en el Primer libro de los reyes 15:25-31.
Gobernó en Israel, a la muerte de su padre Jeroboam, entre los años 910 a 909 a. C. un periodo de casi dos años. Se sabe que hizo la guerra a los filisteos en la ciudad de Gibetón. Durante el asedio de dicha ciudad, uno de sus generales, Baasa hijo de Ahías de la casa de Isacar, organizó una conjura contra él e hizo que lo mataran junto con toda la familia real, usurpando el trono de Israel.
Los motivos religiosos que se dan para la desgracia del rey Nadab son dos: 1. Que al igual que su padre pecó contra Dios al mantener y edificar estatuas y lugares de culto a otros dioses. 2. En cumplimiento de la profecía de Ahías de Siló contra su padre, Jeroboam, de que «toda su casa se extinguiría» (Primer libro de reyes, 14:10).
Extinguida su casa, le sucedió en el trono el rey Basá.
| Predecesor: Jeroboam I | Rey de Israel 910-909 a. C. | Sucesor: Basá |